# SpaceX CRS-4
SpaceX CRS-4 eller SpX-4 var en flygningen av företaget SpaceXs rymdfarkost Dragon. Farkosten sköts upp med en Falcon 9-raket den 21 september 2014 och dockades med Internationella rymdstationen den 23 september. Farkosten levererade olika typer av förnödenheter till rymdstationen. I lasten fanns bland annat en 3D-skrivare. Sedan lastades den med prover och utrustning som återfördes till jorden den 25 oktober 2014.
Farkosten lämnade rymdstationen den 25 oktober 2014, några timmar senare återinträdde den i jordens atmosfär och landade i Stilla havet.
I juni 2017 blev den Dragon-kapsel som användes för SpaceX CRS-4 den första Dragon-kapsel att göra en andra rymdfärd. Den flygningen gick under namnet SpaceX CRS-11.

### Fotnoter
1. ↑  ”NASA Space Science Data Coordinated Archive” (på engelska). NASA. https://nssdc.gsfc.nasa.gov/nmc/spacecraft/display.action?id=2014-056A. Läst 2 mars 2020.
2. ↑  Manned Astronautics - Figures & Facts Arkiverad 5 oktober 2015 hämtat från the Wayback Machine., läst 23 juli 2016.